# Paul Lestander
Sten Paul Lestander, född 25 april 1926 i Arjeplog, död där 2 juni 2012, var en svensk politiker (vänsterpartist) och skogsarbetare. Lestander hade en ledande roll under skogsarbetarstrejken i Sverige 1975. Han var riksdagsledamot mellan 1982 och 1989, invald för Norrbottens läns valkrets. Lestander var suppleant i Jordbruksutskottet, Bostadsutskottet och Skatteutskottet samt ledamot i Näringsutskottet. Dessutom var han ledamot av Arjeplogs kommunfullmäktige och kommunstyrelse samt Vänsterpartiets partistyrelse.
Paul Lestander är tremänning till skidskytten Klas Lestander.